# 維奧拉 (伊利諾伊州)
維奧拉（英語：Viola）是位於美國伊利諾伊州默瑟縣的一個村落。

## 地理
維奧拉的座標為41°12′14″N 90°35′05″W / 41.20389°N 90.58472°W，而該地最高點為海拔高度241米（即791英尺）。

## 人口
根據2010年美國人口普查的數據，維奧拉的面積為2.21平方千米，當中陸地面積為2.17平方千米，而水域面積為0.04平方千米。當地共有人口955人，而人口密度為每平方千米432人。